# Ľubovec
Ľubovec este o comună slovacă, aflată în districtul Prešov din regiunea Prešov. Localitatea se află la altitudinea de 320 m deasupra n.m., se întinde pe o suprafață de 15,48 km2 și în 2017 număra 498 de locuitori.

## Istoric
Localitatea Ľubovec este atestată documentar din 1337.

## Demografie
| An:                | 1994 | 2004   | 2014   | 2024   |
| ------------------ | ---- | ------ | ------ | ------ |
| Număr de persoane: | 499  | 513    | 501    | 525    |
| Diferență:         |      | +2,80% | −2,33% | +4,79% |

| An:                | 2023 | 2024   |
| ------------------ | ---- | ------ |
| Număr de persoane: | 514  | 525    |
| Diferență:         |      | +2,14% |